# 충청북도청 소관 공직유관단체 목록
충청북도 소관 공직유관단체 목록은 충청북도청의 공직유관단체에 대해 기술한다.

## 목록

### 체육회
- 충청북도체육회
- 충청북도장애인체육회

### 의료원
- 충청북도청주의료원
- 충청북도충주의료원

### 공사·출자기업
- 충북개발공사

### 재단법인
- 충북테크노파크
- 충청북도문화재연구원
- 충북신용보증재단
- 오송바이오진흥재단
- 충북연구원
- 충청북도지식산업진흥원
- 충북문화재단
- 충북인재양성재단
- 충북학사
- 청주복지재단
- 청주시문화산업진흥재단
- 충주중원문화재단
- 제천한방바이오진흥재단
- 증평복지재단
- 충북여성재단
- 충청북도기업진흥원

### 사단법인
- 충청북도교통연수원

### 시설관리공단
- 단양관광관리공단
- 청주시시설관리공단
- 충주시시설관리공단

### 전시장
- 청주 오스코